# Tuv Azarganuud FC
Der Tuv Azarganuud Football Club  ist ein mongolischer Fußballverein aus Töw-Aimag, der aktuell in der ersten Liga, der National Premier League, spielt.

## Namenshistorie
- 2018: Gründung als Tuv Buganuud FC
- 2022: Tuv Azarganuud-Tuv Buganuud (Fusion mit Tuv Azarganuud)
- 2023: Umbenennung in Tuv Azarganuud FC

## Erfolge
- Mongolia 1st League: 2021 (2. Platz)  ▲

## Stadion
Der Verein trägt seine Heimspiele im 5000 Zuschauer fassenden MFF Football Centre in Ulaanbaatar aus.

## Saisonplatzierung
| Saison                      | Liga                    | Level           | Platz           | Mongolia Cup    |
| Tuv Buganuud FC             | Tuv Buganuud FC         | Tuv Buganuud FC | Tuv Buganuud FC | Tuv Buganuud FC |
| --------------------------- | ----------------------- | --------------- | --------------- | --------------- |
| 2019                        | Mongolia 1st League     | 2               | 8.              | Achtelfinale    |
| 2020                        | Mongolia 1st League     | 2               | 4.              |                 |
| 2021                        | Mongolia 1st League     | 2               | 2. ▲            |                 |
| 2021/22                     | National Premier League | 1               | 5.              |                 |
| Tuv Azarganuud-Tuv Buganuud |                         |                 |                 |                 |
| 2022/23                     | National Premier League | 1               | 5.              | Achtelfinale    |
| Tuv Azarganuud FC           |                         |                 |                 |                 |
| 2023/24                     | National Premier League | 1               | 5.              | Viertelfinale   |
| 2024/25                     | National Premier League | 1               | 9.              |                 |